# Go-Kōgon
Go-Kōgon (後光厳天皇?, Go-Kōgon-tennō; 23 marzo 1338 – 12 marzo 1374) è stato il 4° pretendente alla corte del Nord secondo il tradizionale ordine di successione degli imperatori del Giappone.

## Biografia
Si tratta del quarto pretendente al Nord durante il periodo in cui vigeva il periodo Nanboku-chō detto anche Periodo delle Corti del Nord e del Sud, periodo storico che va dal 1336 al 1392, che vide l'esistenza e la contrapposizione di due corti imperiali in Giappone al tempo del  Shogunato Ashikaga . Gli anni in cui regnò furono dal 1352 sino al 1371.
Il suo nome personale era Iyahito (弥仁?). I suoi genitori erano il pretendente Kōgon e Hideko (秀子), figlia di Sanjō Kinhide (三条公秀). Suo fratello era Sukō, suo predecessore. Ebbe numerose compagne e figli, da Nakako (仲子), figlia di Hirohashi (Fujiwara) Kanetsuna (広橋（藤原）兼綱) ebbe fra gli altri: 
- Ohito (緒仁親王) (che diventerà l'imperatore Go-En'yū)
- Eijo (永助入道親王)
- Gyōnin (尭仁法親王)